# 여우구슬

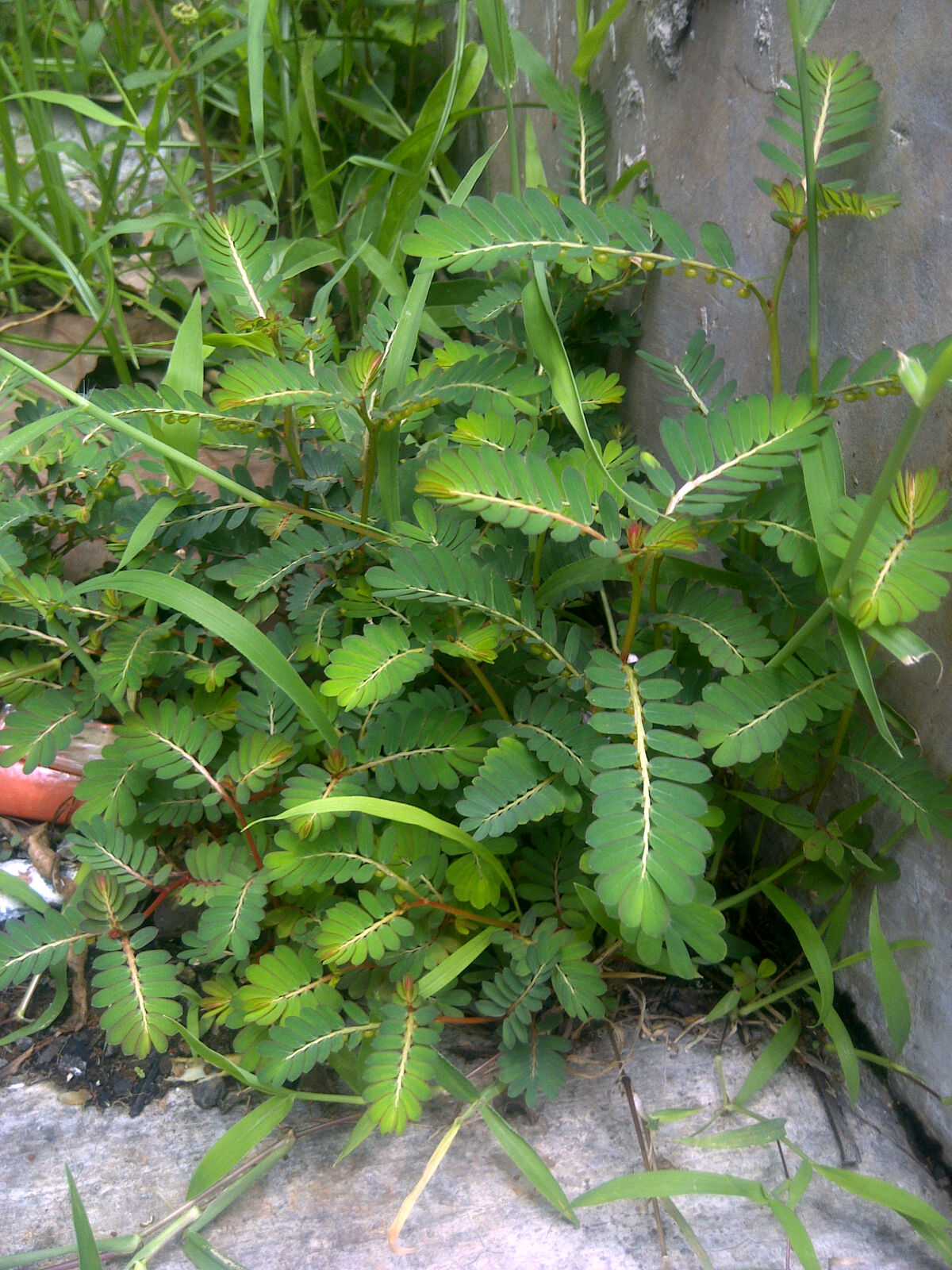
Phyllanthus urinaria

여우구슬은 여우주머니과의 식물이다.